# .tv
.tv es el dominio de nivel superior geográfico de internet (ccTLD) asignado a Tuvalu.  
En 1998, el gobierno de Tuvalu buscó capitalizar el sufijo .tv y firmó acuerdos sucesivos con la Unión Internacional de Telecomunicaciones, Information.CA, Idealab, Verisign y, actualmente, GoDaddy para expandir su uso. Salvo algunos nombres reservados como com.tv, net.tv y org.tv, cualquier persona puede registrar dominios de segundo nivel bajo .tv. Para 2019, aproximadamente el 8,4 % de los ingresos del gobierno provenían de regalías por este dominio, que cuenta con cientos de miles de sitios registrados. Google trata .tv como un dominio genérico de nivel superior (gTLD) porque «los usuarios y propietarios de sitios web suelen considerar que [el dominio] es más genérico que específico para un país».

## Historia
El dominio es operado hoy en día por dotTV, una empresa de Verisign, en la que el gobierno de Tuvalu posee el 20%. En el 2000, Tuvalu negoció un contrato de leasing por el nombre del dominio .tv en Internet por un valor de 50 millones de dólares estadounidenses en regalías durante un periodo de 12 años. De esta forma, el gobierno de Tuvalu recibe un pago trimestral de un millón por el uso de este dominio de nivel superior.
Los enormes ingresos obtenidos por Tuvalu desde la comercialización del dominio .tv han generado controversia en el pequeño país, principalmente debido a que además de sitios relacionados con la televisión, se han registrado muchos sitios de carácter pornográfico. Muchos habitantes de Tuvalu, mayoritariamente cristianos, sienten conflicto por beneficiarse indirectamente de esa industria. Por otra parte, gracias al dinero obtenido de la comercialización del dominio .tv, Tuvalu pudo costear su entrada en las Naciones Unidas desde 2001. Allí la representación de Tuvalu ha sido activa, sobre todo al mostrar su apoyo a Taiwán, su aliado económico.
El 14 de diciembre de 2006, Verisign anunció una alianza con la empresa Demand Media, dirigida por el expresidente de MySpace, Richard Rosenblatt, para comercializar el nombre del dominio de nivel superior .tv como la dirección web preferida para contenidos multimedia. Los nombres premium .tv no se pueden transferir a otros registradores y sus tarifas de renovación anuales son iguales a las tarifas de registro inicial «buy now».
El 16 de marzo de 2010, Sedo anunció su unión con Verisign para llevar a cabo una subasta exclusiva de 115 nombres de dominios .tv premium el 1 de abril, los cuales conllevarían una tarifa de renovación anual estándar corriente sin importar el precio de cierre de la venta. El 19 de marzo, Verisign anunció que los nombres .tv premium estarían disponibles a través de un canal ampliado de registradores de .tv; la compañía rebajó, además, drásticamente los precios de los nombres .tv premium y convirtió en .tv no premium a un significativo número de los .tv premium mejor clasificados en los buscadores de Internet. De esta forma, Verisign levantó las barreras que habían desalentado las inversiones en la extensión .tv por parte de grandes domainers, inversionistas y desarrolladores de nombres de dominio.
Debido a la participación de Verisign y al hecho de que la compañía tiene su sede en Estados Unidos, el nombre de dominio está sujeto a las leyes de ese país. Los primeros dominios .tv fueron confiscados por el gobierno de los Estados Unidos como parte de la Operation Fake Sweep realizada antes del Super Bowl XLVI.